# Spilsby
Spilsby – miasto w Wielkiej Brytanii, w Anglii, w hrabstwie Lincolnshire. W 2001 r. miasto to zamieszkuje 2 336 osób.
W tym mieście ma swą siedzibę klub piłkarski - Spilsby Town F.C.

## Miasta partnerskie
- Fresnay-sur-Sarthe